# Bracteacoccus
Bracteacoccus, rod zelenih algi smješten u vlastitu porodicu Bracteacoccaceae, dio reda Sphaeropleales. Postoji 16 priznatih vrsta.
Tipična među njima je terestrijalna vrsta B. aggregatus.

## Vrste
1. Bracteacoccus aerius H.W.Bischoff & Bold
2. Bracteacoccus aggregatus Tereg - tipična
3. Bracteacoccus anomalus (E.J.James) R.C.Starr
4. Bracteacoccus bohemiensis Fuciková, Flechtner & L.A.Lewis
5. Bracteacoccus bullatus Fuciková, Flechtner & L.A.Lewis
6. Bracteacoccus deserticola Fuciková, Flechtner & L.A.Lewis
7. Bracteacoccus giganteus H.W.Bischoff & Bold
8. Bracteacoccus glacialis Fuciková, Flechtner & L.A.Lewis
9. Bracteacoccus grandis H.W.Bischoff & Bold
10. Bracteacoccus medionucleatus H.W.Bischoff & Bold
11. Bracteacoccus minor (Schmidle ex Chodat) Petrová
12. Bracteacoccus occidentalis Fuciková, Flechtner & L.A.Lewis
13. Bracteacoccus polaris Fuciková, Flechtner & L.A.Lewis
14. Bracteacoccus pseudominor H.W.Bischoff & Bold
15. Bracteacoccus ruber Novis & Visnovsky
16. Bracteacoccus xerophilus Fuciková, Flechtner & L.A.Lewis